# Asanthus
Asanthus é um género botânico pertencente à família Asteraceae.